# 瑪格麗特·巴蘭德
瑪格麗特·巴蘭德（英語：Margaret Barrand，1940年—），是一位已退役英格蘭女子羽球運動員。
瑪格麗特·巴蘭德擅長雙打，經常與不同人搭檔參賽。在女子雙打方面，她曾贏得蘇格蘭羽球公開賽（1962年、1964年、1966年）、美國羽球公開賽（1965年）；在混合雙打方面，她曾贏得美國羽球公開賽（1963年、1964年、1965年）、愛爾蘭羽球公開賽（1963年、1965年）。
她曾代表英格蘭參加1963年優霸盃。在對陣美國隊的決賽中，她與烏蘇拉·史密斯出賽雙打，先以8:15、15:18輸給茱蒂·哈希曼/卡琳·史塔基組合，隨後以15:10、18:14擊敗蒂娜·貝里納加/凱洛琳·簡森組合。最終英格蘭隊以3-4落敗而獲得亞軍。